# Колпинка
Колпинка — река в России, протекает по Парфинскому району Новгородской области. Река вытекает из болота Невий Мох, впадает в озеро Тисовское, соединяющееся протоками с озером Синец или Синецким заливом Ильменя. Длина реки составляет 44 км, площадь водосборного бассейна — 296 км². Около устья ширина реки — 35 метров, глубина — 1,5 метра.
В районе Городка в Колпинку справа впадает Язвищи, а в 3 км от устья справа Воложа, в районе Навелье в Колпинку слева впадают Чёрная Грязь и Кляпец.
На реке стоят деревни Городок, Дубровы, Навелье и Большое Волосько Федорковского сельского поселения.

## Данные водного реестра
По данным государственного водного реестра России относится к Балтийскому бассейновому округу, водохозяйственный участок реки — Бассейн озера Ильмень без рек Мста, Ловать, Пола и Шелонь, речной подбассейн реки — Волхов. Относится к речному бассейну реки Нева (включая бассейны рек Онежского и Ладожского озера).
Код объекта в государственном водном реестре — 01040200512102000021814.

## Топографические карты
- Лист карты O-36-64 Лажины. Масштаб: 1 : 100 000. Состояние местности на 1989 год. Издание 1996 г.
- Лист карты O-36-65 Мокрый Остров. Масштаб: 1 : 100 000. Состояние местности на 1982 год. Издание 1986 г.